# 羅伯森縣 (德克薩斯州)
羅伯森县（英語：Robertson County）是位於美国德克萨斯州中部偏東的一個縣，面積2,242平方公里。根據2020年美國人口普查，共有人口16,757人。縣治富蘭克林（Franklin）。該縣成立於1837年12月14日，縣政府成立於1838年；縣名以《德克薩斯獨立宣言》簽署人之一的斯特林·克拉克·羅伯遜命名。